# Anamiopteryx
Anamiopteryx es un género de mantis (insecto del orden Mantodea) de la familia Thespidae. Es originario de América.

## Especies
Contiene las siguientes especies:
- Anamiopteryx borellii
- Anamiopteryx grandis
- Anamiopteryx tuberculata